# Taira no Chikazane
Taira no Chikazane est un nom japonais traditionnel ; le nom de famille (ou le nom d'école), Taira, précède donc le prénom (ou le nom d'artiste).
Taira no Chikazane (平親真, 1260-1290) est un guerrier japonais de la période médiévale de l'histoire du Japon. Il est l'arrière-petit-fils de Taira no Kiyomori et le petit-fils de Taira no Shigemori.
Oda Nobunaga prétend être son descendant.

## Source de la traduction
- (en) Cet article est partiellement ou en totalité issu de l’article de Wikipédia en anglais intitulé « Taira no Chikazane » (voir la liste des auteurs).